# Parlamentswahl in Mexiko 2015
Die Parlamentswahl in Mexiko 2015 fand am 7. Juni 2015 im gesamten Land statt. Insgesamt 83 Millionen wahlberechtigte Mexikaner waren zur Wahl des Unterhauses sowie von neun Gouverneuren und rund 900 Bürgermeistern aufgerufen. Die Regierungspartei PRI von Präsident Enrique Peña Nieto konnte ihre Mehrheit verteidigen und kam auf rund 29 Prozent der Stimmen. Die konservative Partei PAN erhielt etwa 21 Prozent der Stimmen. In den südlichen Bundesstaaten gab es Proteste gegen die Regierung und Wahl. Dort wurde vielerorts nicht gewählt.

## Wahlkampf
Für Präsident Peña Nieto, der bei seiner Wahl im Jahr 2012 die Wiederherstellung der Sicherheit im Land versprochen hatte, galt die Wahl als erster wichtiger Stimmungstest.
Der Wahlkampf war in den südlichen Bundesstaaten von Gewalt geprägt. Mehrere Kandidaten wurden ermordet.

## Boykott der Wahl und Gewalt
In mehreren südlichen Bundesstaaten war es während der Wahl zu gewaltsamen Auseinandersetzungen gekommen. In den Bundesstaaten Guerrero, Oaxaca und Chiapas hatten aufgebrachte Lehrer und Studenten Wahllokale angegriffen.
Im Bundesstaat Oaxaca, in der die Lehrergewerkschaft CNTE sehr aktiv ist, kam es zu Boykotts von Wahllokalen. Demonstranten zündeten in etwa 20 Wahllokalen unter anderem Stimmzettel und Urnen an. Die Polizei nahm 79 Randalierer in Gewahrsam. In der Regionalhauptstadt Oaxaca de Juárez demonstrierten Tausende Menschen gegen die PRI.
Einen Tag vor der Wahl waren im Bundesstaat Guerrero mindestens zehn Menschen getötet worden, als sich in der Ortschaft Xolapa rivalisierende Bürgermilizen einen Schusswechsel lieferten. Lehrer protestierten tagelang gewaltsam gegen Peña Nietos Bildungsreform.
Die Beobachtermission der Organisation Amerikanischer Staaten (OAS) sprach lediglich von vereinzelten Zwischenfällen. Das mexikanische Innenministerium hatte Tausende Soldaten und Polizisten in die Konfliktregionen des Landes verlegt, um die Wahl zu sichern.

## Ergebnis
Die mit der PRI verbündeten Partido Verde Ecologista de México (PVEM) steigerten zu 2012 ihr Ergebnis und erreichten rund sieben Prozent beziehungsweise 47 Sitze. Der zweite Partner der PRI, die Partei Nueva Alianza, erreicht elf Mandate.
Die PRI verlor zwar einige ihrer bis dahin 207 Mandate, kann aber gemeinsam dank 203 Mandaten mit ihren Verbündeten die Mehrheit der 500 Sitze im Unterhaus halten.
Die Linkspartei PRD verschlechterte sich deutlich: Nach 18,4 Prozent bei der Wahl 2012 konnte sie nur noch rund elf Prozent der Stimmen erreichen (56 Mandate).
| Partei | Partei                               | Sitze relative Mehrheit | Sitze Verhältniswahl | Total | +/- |
| ------ | ------------------------------------ | ----------------------- | -------------------- | ----- | --- |
|        | Partido Revolucionario Institucional | 155                     | 48                   | 203   | −9  |
|        | Partido Acción Nacional              | 56                      | 53                   | 109   | −5  |
|        | Partido de la Revolución Democrática | 28                      | 28                   | 56    | −48 |
|        | Partido del Trabajo                  | 6                       | 0                    | 6     | −9  |
|        | Partido Verde Ecologista de México   | 29                      | 18                   | 47    | +18 |
|        | Movimiento Ciudadano                 | 10                      | 15                   | 25    | +9  |
|        | Nueva Alianza                        | 1                       | 10                   | 11    | +1  |
|        | Movimiento Regeneración Nacional     | 14                      | 21                   | 35    | +35 |
|        | Partido Encuentro Social             | 0                       | 8                    | 8     | +8  |
|        | Unabhängige                          | 1                       | 0                    | 1     | +1  |
| Total  | Total                                | 300                     | 200                  | 500   |     |